# Ester Razi’el-Na’or
Ester Razi’el-Na’or (hebr.: אסתר רזיאל-נאור, ang.: Esther Raziel-Naor, ur. 29 listopada 1911 w Smorgoniach, zm. 11 listopada 2002 w Izraelu) – izraelska nauczycielka, bojowniczka i polityk, w latach 1949–1974 posłanka do Knesetu z list prawicowych partii Herut i Gahal. Była siostrą Dawida Razi’ela, przywódcy Irgunu, sama należała do ścisłego grona dowódczego organizacji.

## Życiorys
Urodziła się 29 listopada 1911 w Smorgoniach w ówczesnym Imperium Rosyjskim (ob. Białoruś). Rok wcześniej urodził się jej brat Dawid (1910–1941). Wkrótce cała rodzina wyemigrowała do Palestyny, pozostającej wówczas pod panowaniem tureckim. Zamieszkali w Tel Awiwie, gdzie ojciec pracował jako nauczyciel hebrajskiego. Po wybuchu I wojny światowej zostali deportowani do Rosji. W 1923 ponownie wyemigrowali – już ze Związku Radzieckiego do Palestyny, stanowiącej wówczas  mandat Wielkiej Brytanii. W latach trzydziestych rodzina mieszkała w Jerozolimie, w dzielnicy Ge’ula.
W 1932 Ester dołączyła do skrajnie prawicowego syjonistycznego ruchu młodzieżowego Bejtar i zajęła się organizowaniem lokalnych oddziałów organizacji. W 1935 roku ukończyła telawiwskie seminarium nauczycielskie i od tego czasu pracowała jako nauczycielka w Jerozolimie i Tel Awiwie.
W 1936 dołączyła do podziemnej zbrojnej organizacji żydowskiej Irgun, w której działał już jej brat, od 1937 komendant jerozolimskiego dystryktu, a od 1938 – przywódca całej organizacji. W 1939 była pierwszą spikerką radia nadawanego przez Irgun. Po śmierci Dawida w 1941 pomagała wdowie po nim – Szoszanie. W 1943 dołączyła do ścisłego grona przywódczego organizacji. W 1944 była aresztowana i więziona przez brytyjskie władze. Po dokonaniu przez Irgun zamachu na hotel King David w Jerozolimie została ponownie zatrzymana przez Brytyjczyków za działalność podziemną.
Po powstaniu państwa Izrael skutecznie kandydowała do Knesetu w pierwszych wyborach parlamentarnych w 1949 z listy partii Herut, której członkowie wywodzili się z bojowników Irgunu. W Knesecie pierwszej kadencji zasiadała w komisjach edukacji i kultury oraz budownictwa. Ponownie została wybrana posłem w wyborach w 1951. Zdobywała reelekcję w wyborach w 1955, 1959 i 1961, przez cały ten czas zasiadała w komisjach edukacji i kultury oraz budownictwa. W piątym Knesecie przewodniczyła ponadto dwóm podkomisjom. Po połączeniu Herutu i Partii Liberalnej zasiadała w ławach poselskich jako przedstawicielka Gahalu, z list tego ugrupowania została ponownie wybrana posłem w wyborach w 1965 i w 1969. Kontynuowała działalność w tych samych komisjach parlamentarnych.
Zmarła 11 listopada 2002 w Izraelu, w wieku 91 lat, została pochowana na cmentarzu w Jerozolimie.

## Życie prywatne
Wyszła za mąż, miała dwoje dzieci – córkę Efrat i syna Arjego, który był sekretarzem gabinetu premiera Menachema Begina w latach 1977–1982. Żona Arjego – Miriam Na’or była w latach 2003–2015 przewodniczącą Sądu Najwyższego Izraela